# Abel Bretones Cruz
Abel Bretones Cruz (nascut el 21 d'agost de 2000) és un futbolista professional asturià que juga com a lateral esquerre o d'extrem al CA Osasuna.

## Carrera

### Langreo
Nascuts a La Felguera, Langreo, Astúries, els bretons van representar de juvenil l'UP Langreo i l'Alcázar CF. Després de debutar amb l'equip de formació CD Langreo Eulalia, va debutar amb el primer equip el 9 de març de 2019, substituint Héctor Nespral en una derrota a Segona Divisió B per 1-0 contra l'SCD Durango.
Bretones va jugar regularment amb l'Eulàlia els anys següents, marcant 19 gols la temporada 2019-20, ja que el conjunt va aconseguir l'ascens a la Regional Preferent asturiana i més tard es va incorporar plenament a l'estructura del Langreo i posteriorment va canviar el nom d'UP Langreo B. El 12 d'agost de 2021, va renovar el seu contracte fins al 2023, ascendint a la plantilla del primer equip.

### Oviedo
El 31 de gener de 2022, Bretones es va traslladar al Reial Oviedo i va ser destinat a l'equip B de Tercera Divisió RFEF. Va impressionar el nou entrenador Bolo durant la pretemporada, i va fer el seu debut com a professional el 21 d'agost, el seu 22è aniversari, en començar amb una victòria a casa per 1-0 contra el CD Leganés a Segona Divisió.
El 21 d'octubre de 2022, Bretones va renovar el seu contracte amb l'Oviedo fins al 2026. El gener següent va ascendir definitivament al primer equip de l'Oviedo, aconseguint-li la samarreta número 2.
Bretones va marcar el seu primer gol com a professional l'1 d'octubre de 2023, marcant el primer gol en una victòria a domicili per 3-1 davant el CD Eldense.

### Osasuna
El 5 de juliol de 2024, Bretones va signar un contracte de cinc anys amb el CA Osasuna de la primera divisió per una quota de 2,8 milions d'euros. Va fer el seu debut a la primera categoria el 17 d'agost, començant en un empat a casa per 1-1 contra el Leganés.